# Lobogós kolibri
A lobogós kolibri (Ocreatus underwoodii) a madarak osztályának sarlósfecske-alakúak (Apodiformes)  rendjébe és a kolibrifélék (Trochilidae) családjába tartozó Ocreatus nem egyetlen faja.

## Előfordulása
Dél-Amerikában Bolívia, Kolumbia, Ecuador, Peru és Venezuela területén honos. A természetes élőhelye szubtrópusi vagy trópusi erősen leromlott egykori erdők, szubtrópusi vagy trópusi síkvidéki nedves erdők, szubtrópusi vagy trópusi nedves hegyi erdők.

## Alfajai
- Ocreatus underwoodii addae (Bourcier, 1846)
- Ocreatus underwoodii annae (Berlepsch & Stolzmann, 1894)
- Ocreatus underwoodii discifer (Heine, 1863)
- Ocreatus underwoodii incommodus (O. Kleinschmidt, 1943)
- Ocreatus underwoodii melanantherus (Jardine, 1851)
- Ocreatus underwoodii peruanus (Gould, 1849)
- Ocreatus underwoodii polystictus Todd, 1942
- Ocreatus underwoodii underwoodii (Lesson, 1832)

## Megjelenése
Háta, hasa, oldalai és alsó farkfedői fémzöldek. Torka és begye mélységes aranyos smaragdzöld. Evezőtollai bíborbarnák, kormánytollai barnák, a szélső tollak végén lévő lobogó zöldesen fénylő fekete.